# Bibliothèque chinoise
Die Bibliothèque chinoise (BCh; „Chinesische Bibliothek“) ist eine französische zweisprachige Sammlung chinesischer Texte. Die Buchreihe wird von Anne Cheng (Prof. Collège de France), Marc Kalinowski (Directeur d’études, EPHE) und Stéphane Feuillas (Maître de conférences à l’Université de Paris-Diderot) herausgegeben, verschiedene anerkannten Sinologen haben an ihr mitgewirkt. Die Reihe erscheint bei Les Belles Lettres und umfasst Texte von literarischer Qualität und Bedeutung in der chinesischen Kultur von der Zeit des Konfuzius (551–479 v. Chr.) bis zum Fall des kaiserlichen Regimes im Jahr 1911.
Den Verlagsangaben zufolge hat die Reihe den Ehrgeiz, die Klassiker der chinesischen Literatur in allen Bereichen der Literatur und Wissenschaft zu entdecken (Philosophie, Geschichte, Poesie, politische und militärische Abhandlungen, aber auch Medizin, Astronomie, Mathematik usw.). Die Texte sind mit einer Einleitung und kritischen Apparat (Anmerkungen, Chronologie, Glossar und Index) versehen.
Sie umfasst auch einige Texte japanischer und koreanischer Autoren sowie westliche und chinesische Texte (von Matteo Ricci und Xu Dashou) zur ersten intensiven Begegnung der Chinesen mit dem (durch die jesuitischen Chinamissionare vertretenen) Christentum. Band 27 vereint so weit auseinanderliegende Texte wie die Gespräche des Konfuzius und Laozi.
Die folgende Übersicht zu den darin aufgenommenen Autoren und Titeln erhebt keinen Anspruch auf Aktualität oder Vollständigkeit:

## Bände
- 1 Yang Xiong, Maîtres mots (Fayan)
- 2 [Huan Kuan], La dispute sur le sel et le fer (Yantielun)
- 3 Dix Neuf poèmes anciens
- 4 Su Shi, Commémorations
- 5 Wang Chong, Balance des discours. Destin, Providence et divination (Lunheng)
- 6 Yi I, Principes essentiels pour éduquer les jeunes gens (Kyŏngmong yogyŏl)
- 7 Écrits de Maître Guan. Les Quatre traités de l’Art de l’esprit (Guanzi)
- 8 Écrits de Maître Wen. Livre de la pénétration du mystère (Wenzi)
- 9 Zhu Xi & Lu Jiuyuan, Une controverse lettrée. Correspondance philosophique sur le Taiji
- 10 Livres de morale révélés par les dieux (Shanshu)[5]
  - Taishang ganyingpian 太上感應篇, « Versets du Très-Haut sur les effets des actes »
  - Wenchang dijun yinzhiwen 文昌帝君陰騭文, « Texte des récompenses invisibles, par le Seigneur Wenchang »
  - Guansheng dijun jueshi zhenjing 關聖帝君覺世真經, « Authentique révélation pour éveiller le monde, par le Seigneur Saint Guan »
  - Taiwei xianjun gongguoge 太微仙君功過格, « Barème des mérites et démérites de l'immortel seigneur de la Grande Ténuité »
  - Wudangshan Xuantian shangdi chuixunwen 武當山玄天上帝垂訓文, « Exhortations laissées par le Seigneur suprême du Ciel noir du Mont Wudang »
  - Yuanming doudi quanshiwen 圓明斗帝勸世文, « Texte d'exhortation du monde par l'Impératrice du Boisseau, Lumière parfaite »
  - Lüzu xingxin zhenjing 呂祖醒心真經, « Authentique révélation pour réveiller les cœurs, par le patriarche Lü »
  - Yuli baochao 玉歷寶鈔, « Précieux manuscrit du Calendrier de Jade »
- 11 Lu Jia, Nouveaux discours
- 12 Matteo Ricci, Le Sens réel de « Seigneur du Ciel » (Tianzhu shiyi)
- 13 Faxian, Mémoire sur les pays bouddhiques (Foguo ji)
- 14 Zhu Xi, Mémoire scellé sur la situation de l’Empire
- 15 Yang Xuanzhi, Mémoire sur les monastères bouddhiques de Luoyang (Luoyang qielan ji)
- 16 Liu Zhiji, Traité de l’historien parfait. Chapitres intérieurs (Shitong)
- 17 Fujiwara no Akihira, Notes sur de nouveaux divertissements comiques (Shinsarugakki)
- 18 Wang Shifu, Le Pavillon de l’ouest (Xixiang ji)
- 19 Trois pièces du théâtre des Yuan
  - Ma Zhiyuan, L’Automne au palais des Han
  - Ji Junxiang, L’Orphelin des Zhao
  - Qin Jianfu, Zhao Li offre sa chair
- 20 Du Fu, Poèmes de jeunesse. Œuvre poétique I
- 21 Xunzi, Écrits de Maître Xun (Xunzi)
- 22 Liu Xin, Notes diverses sur la capitale de l’Ouest (Xijing zaji)
- 23 Kang Youwei, Manifeste à l’empereur adressé par les candidats au doctorat (Gongche shangshu)
- 24 Drège, Le Papier dans la Chine impériale. Origines, fabrication, usages[6]
  - I. Jia Sixie, Techniques essentielles pour le bien-être du peuple, Qimin yaoshu
  - II. Su Yijian, Quatre répertoires du studio des lettres, Wenfang si pu
  - III. Mi Fu, Dix propos sur le papier, Shi zhi shuo
  - IV. Shi Su et autres, Monographie de Guiji à l’ère Jiatai, Jiatai Guiji zhi
  - V. Zhao Xigu[7], Registre pur des grottes célestes, Dongtian qinglu ji
  - VI. Chen You, Notes diverses de quelqu’un qui expose son dos au soleil, Fuxuan yelu
  - VII. Fei Zhu, Tableau des papiers de Shu, Shujian pu
  - VIII. Le nécessaire de la maison, par catégorie, Jujia biyong shilei
  - IX. Cao Zhao, Les critères essentiels des antiquités, Gegu yaolun, augmenté par Wang Zuo
  - X. Lu Rong, Notes diverses du jardin potager, Shuyuan zaji
  - XI. Chen Dao, Huang Zhongzhao, Monographie générale des Huit subdivisions du Min, Bamin tongzhi
  - XII. Wang Shunmin, Peng Ze, Monographie de la préfecture de Hui, Huizhou fuzhi
  - XIII. Song Xu, Sections diverses du studio du mont de l’îlot aux bambous, Zhuyu shan fang zabu
  - XIV. Wang Zongmu, Grande monographie de la province du Jiangxi, Jiangxi sheng dazhi
  - XV. Zhang Yingwen, La corbeille des purs secrets, Qingbi zang
  - XVI. Gao Lian, Huit discours sur l’art de vivre, Zunsheng bajian
  - XVII. Tu Long, Affaires superflues de la hutte d’un vieux lettré, Kaopan yushi
  - XVIII. Wen Zhenheng, Traité des choses superflues, Zhangwu zhi
  - XIX. Zhou Jiazhou, Traité du montage, Zhuanghuang zhi
  - XX. Shen Defu, Brefs propos saisis dans l’instant, Feifu yulüe
  - XXI. Xie Zhaozhi, Cinq offrandes assorties, Wuzazu
  - XXII. Song Yingxing, Le travail du ciel dans l’ouverture des choses, Tiangong kaiwu
  - XXIII. Fang Yizhi, Brèves notes sur les principes des choses, Wuli xiaoshi, et Le raffinement de la connaissance, Tongya
  - XXIV. Qu Dajun, Nouveaux dires sur le Guangdong, Guangdong xinyu
  - XXV. Yan Ruyu, Examen complet de la défense aux frontières de rois provinces, Sansheng bianbei lan
  - XXVI. Yang Lan, Examen des recueils concernant la région de Tingzhou, Linting huikao
  - XXVII. Liu Guoguang, Xie Changlin, Monographie du district de Changting, Changting xianzhi
  - XXVIII. Huang Xingsan, Exposés sur la fabrication du papier, Zaozhi shuo
  - XXIX. He Gangde, Brève enquête sur l’agriculture de la commanderie de Fu, Fujun nongchan kaolüe
  - XXX. Liu Yueyun, Méthode chinoise de l’observation des choses, Gewu zhongfa
- 25 Meou-tseu, Dialogues pour dissiper la confusion (Lihuo lun)
- 26 Du Fu, La Guerre civile (755–759). Œuvre poétique II
- 27 Confucius / Lao-Tseu, Les Entretiens de Confucius (Lunyu) – Le livre de Lao-Tseu (Laozi)
- 28 Nakae Chômin, Écrits sur Rousseau et les droits du peuple (Min. yaku yakkai)
- 29 Shen Zongqian, Esquif sur l’océan de la peinture (Jiezhou xuehua bian)
- 30 Wang Chong, Balance des discours. Traités philosophiques (Lunheng)
- 31 Tanluan, Commentaire Au Traite de la Naissance Dans La Terre Pure de Vasubandhu
- 32 Du Fu: Au Bout Du Monde: Œuvre Poetique III
- 33 Vies des saints exorcistes: hagiographies taoïstes: XIe-XVIe siècles[8]
  - Yisheng baode zhuan 翊聖保德傳
  - Diqi shangjiang Wen taibao zhuan 地祇上將溫太保傳
  - Deng Bowen 鄧伯溫
  - Rao Dongtian 饒洞天
  - Wang Wenqing 王文卿
  - Zhang Daoling 張道陵
  - Zhang Jixian 張繼先
  - Sa Shoujian 薩守堅
  - Chen Nan 陳楠
  - Bai Yuchan 白玉蟾
  - Lei Moan 雷默庵
  - Mo Yueding 莫月鼎
  - Tête-brûlée, Lantou 爛頭
- 34 Memoire Sur Les Royaumes Indigenes Des Terres D’occident: Suivi De Memoire Sur Les Royaumes Indigenes Des Mers D'occident
- 35 Tao Yuanming: Oeuvres complètes
- 36 Xu Dashou, Aide à la réfutation de la sainte dynastie contre la doctrine du Seigneur du Ciel[9] (Shengchao Zuopi)